# 里山辺村
里山辺村（さとやまべむら）は長野県中西部に存在した村（1875年1月23日 - ）である。
1954年8月1日に昭和の大合併で松本市に編入された。

## 概要
高台では松本市街地から波田、山形まで眺めることができる。1864年よりぶどう栽培が盛んとなり1877年に山辺ぶどうのブランドが確立された。ぶどう畑が多いことからワイナリーが開発された。また美ヶ原温泉が近いことでも知られ、里山辺村で瓦屋を営んでいた金宇儀道司が屋根から落ちて療養したことをきっかけに温泉掘削と旅館開業に至った。

## 歴史
- 1864年（元治元年）南小松村　倉田半次郎氏らにより甲州種ぶどう栽培が始まる。現在の山辺ぶどう
- 1875年（明治8年）1月28日 - 筑摩県筑摩郡林村・大嵩崎新田村・南小松村・北小松村・薄町村・上金井村・兎川寺村・湯原村・荒町村・藤井村・新井村・下金井村が合併して里山辺村となる。
- 1876年（明治9年）8月21日 - 長野県の所属となる。
- 1879年（明治12年）1月4日 - 郡区町村編制法の施行により、東筑摩郡の所属となる。
- 1889年（明治22年）4月1日 - 町村制の施行により、里山辺村が単独で自治体を形成。
- 1954年（昭和29年）8月1日 - 松本市に編入。同日里山辺村廃止。
- 1955年（昭和30年）山辺ぶどうの取引市場を開拓して産直のトラック輸送に取組みトラックの数が少ない時代にぶどう生産者組合の快挙になった。

## 行政
- 廃止時の村長：新井元也（1951年4月24日就任）

## 教育
- 里山辺村立里山辺小学校
- 里山辺村立里山辺中学校

## 観光地

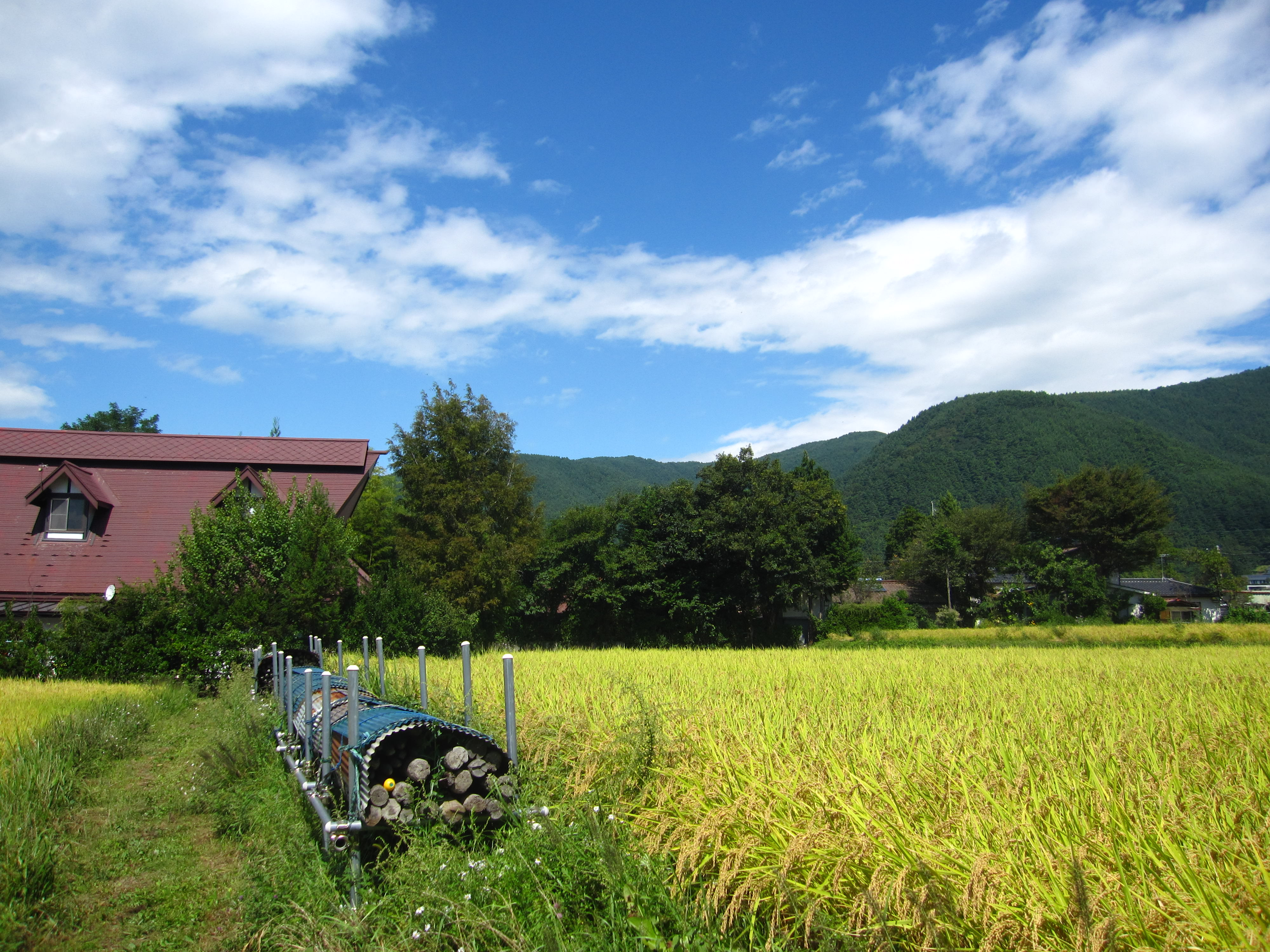
里山辺は美しい田園が広がる地帯でもある

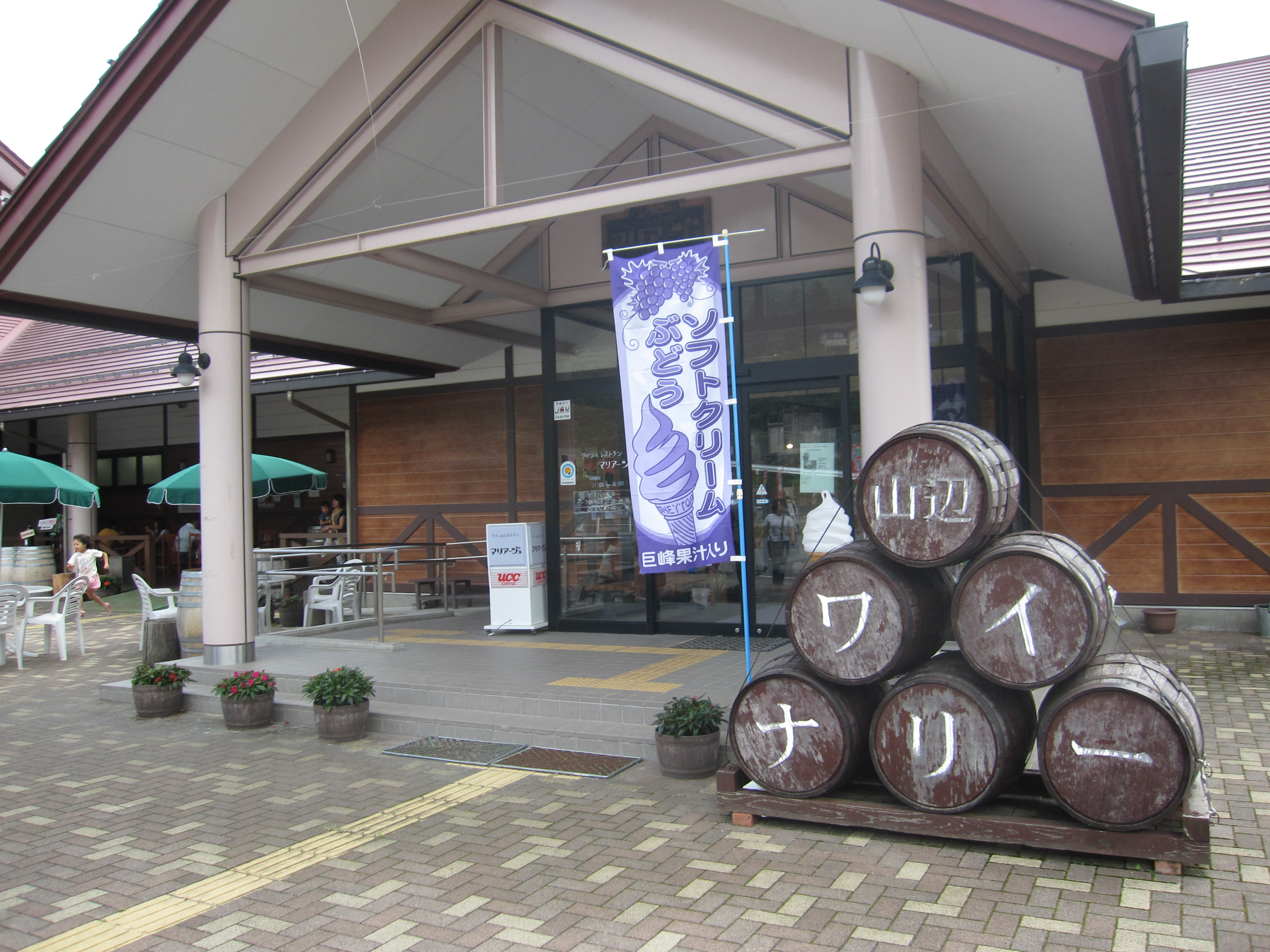
山辺ワイナリー外観

- 旧山辺学校校舎 - 長野県宝。1885年（明治18年）建築。1928年（昭和3年）に校舎としての役目を終え、以降は里山辺村役場庁舎として利用された。山辺学校歴史民俗資料館、障子学校とも[3]。
- 美ヶ原温泉
- 山辺ワイナリー[4]
- 兎川寺 - 飛鳥時代に建立。
- 針塚古墳 - 松本市に唯一残る周溝を持つ円墳の積石塚古墳